# Ste-Anne (Coulommiers)

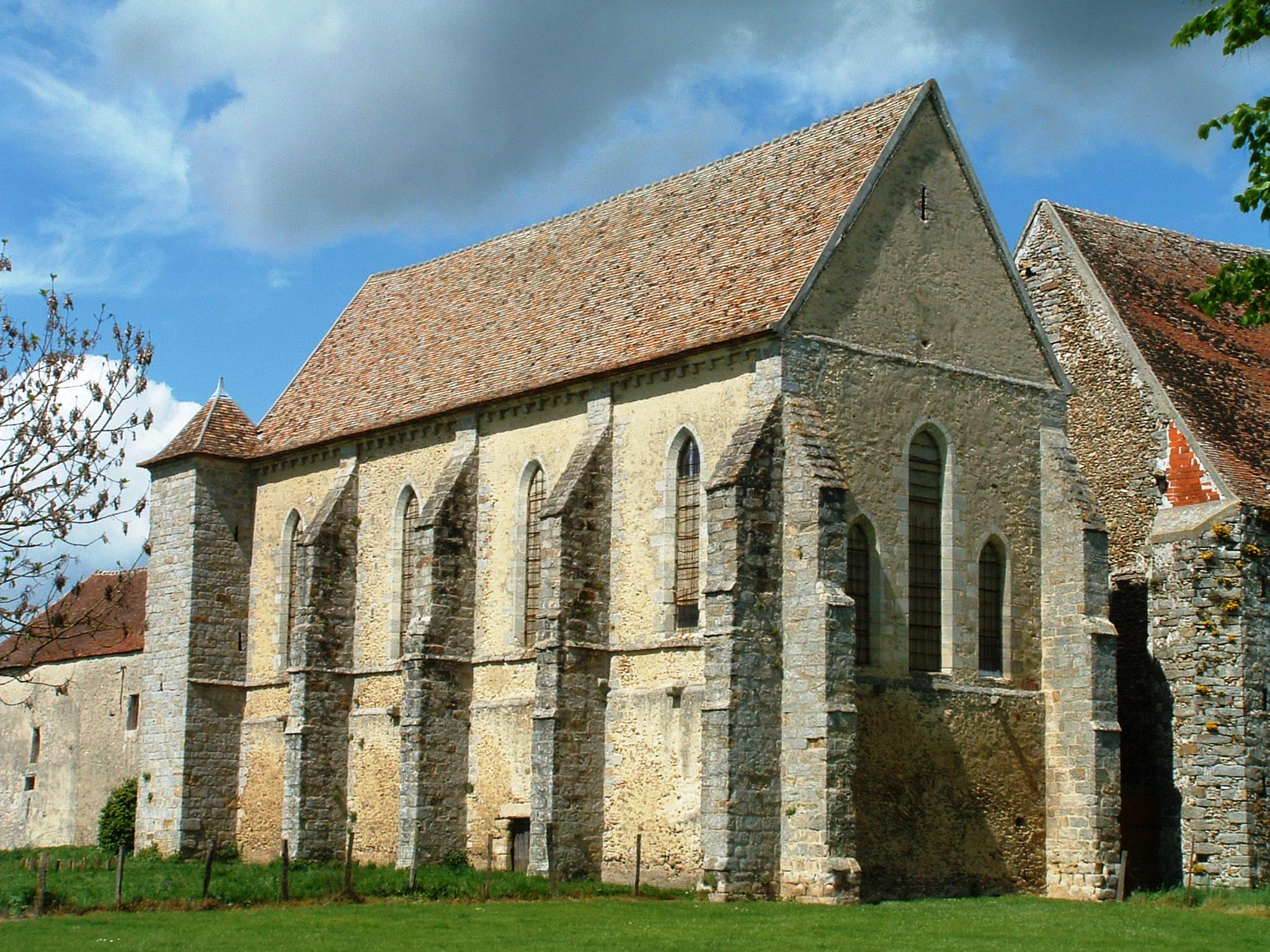
Kapelle Sainte-Anne

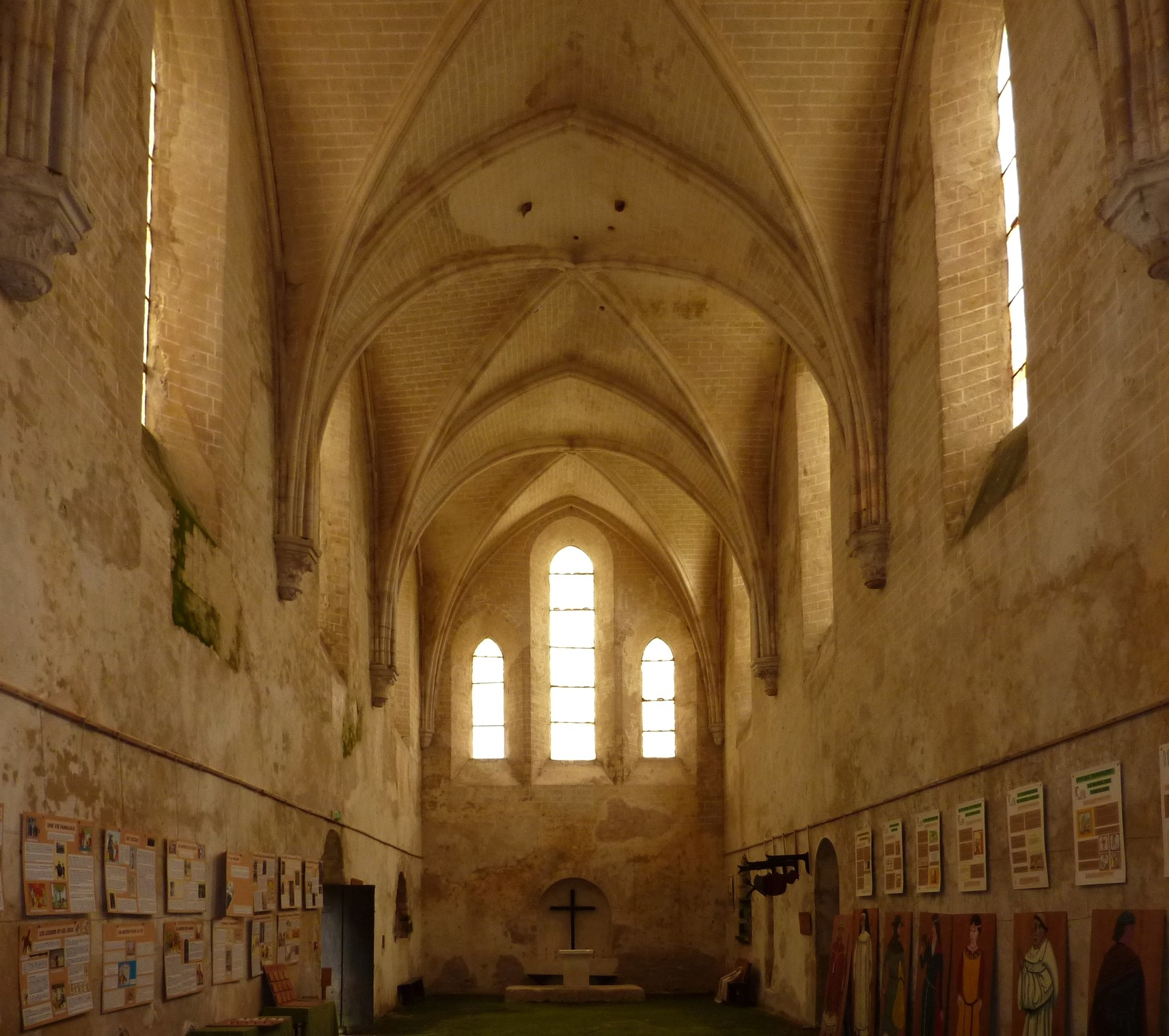
Blick zum Chor

Die Kapelle Sainte-Anne in Coulommiers, einer französischen Gemeinde im Département Seine-et-Marne der Region Île-de-France, wurde Ende des 13. Jahrhunderts errichtet. Das Bauwerk ist seit 1994 ein geschütztes Baudenkmal (Monument historique).

## Geschichte
Die Kapelle entstand Ende des 13. Jahrhunderts als Teil einer Kommende des Templerordens. Es bestand bereits ein Vorgängerbau Ende des 12. bzw. Anfang des 13. Jahrhunderts, der von einem Brand zerstört wurde. Nach der Auflösung des Templerordens im Jahr 1312 ging die Kommende an die Johanniter.

## Architektur
Der rechteckige Saalbau aus Bruchstein wird von einem Kreuzrippengewölbe gedeckt. Die Außenfassade gliedern Strebepfeiler, zwischen denen sich jeweils spitzbogige Fenster befinden. Der gerade geschlossene Chor wird von einem hohen mittleren und zwei weiteren kleineren Spitzbogenfenstern erhellt. Unter dem Dachansatz verläuft ein Gesims, das auf Kragsteinen aufliegt. Die Kapelle wird von einem Satteldach gedeckt.
Im Inneren sind Reste von Wandmalereien erhalten, welche die Verkündigung an Maria und den heiligen Georg im Kampf mit dem Drachen darstellen.